# Listă de localități din raionul Orhei
Această listă conține satele și orașele din raionul Orhei, Republica Moldova.
| Denumire           | oraș / centru de comună / sat |
| ------------------ | ----------------------------- |
| Andreevca          | sat în comuna Chiperceni      |
| Berezlogi          | centru de comună              |
| Biești             | centru de comună              |
| Bolohan            | sat (comună)                  |
| Brănești           | sat în comuna Ivancea         |
| Brăviceni          | sat (comună)                  |
| Breanova           | sat în comuna Morozeni        |
| Budăi              | sat în comuna Step-Soci       |
| Bulăiești          | sat (comună)                  |
| Butuceni           | sat în comuna Trebujeni       |
| Camencea           | sat în comuna Donici          |
| Chiperceni         | centru de comună              |
| Cihoreni           | sat în comuna Biești          |
| Ciocîlteni         | centru de comună              |
| Cișmea             | sat în comuna Pelivan         |
| Clișova            | sat (comună)                  |
| Clișova Nouă       | sat în comuna Ciocîlteni      |
| Crihana            | centru de comună              |
| Cucuruzeni         | centru de comună              |
| Cucuruzenii de Sus | sat în comuna Crihana         |
| Curchi             | sat în comuna Vatici          |
| Dișcova            | sat în comuna Puțintei        |
| Donici             | centru de comună              |
| Fedoreuca          | sat în comuna Ciocîlteni      |
| Furceni            | sat în comuna Ivancea         |
| Ghetlova           | centru de comună              |
| Hîjdieni           | sat în comuna Berezlogi       |
| Hulboaca           | sat în comuna Ghetlova        |
| Inculeț            | sat în comuna Zorile          |
| Isacova            | sat (comună)                  |
| Ivancea            | centru de comună              |
| Izvoare            | sat în comuna Pohrebeni       |
| Jeloboc            | sat în comuna Piatra          |
| Jora de Jos        | sat în comuna Jora de Mijloc  |
| Jora de Mijloc     | centru de comună              |
| Jora de Sus        | sat în comuna Jora de Mijloc  |
| Jeloboc            | sat în comuna Piatra          |
| Lopatna            | sat în comuna Jora de Mijloc  |
| Lucășeuca          | sat în comuna Seliște         |
| Mana               | sat în comuna Seliște         |
| Mălăiești          | centru de comună              |
| Mitoc              | sat (comună)                  |
| Mîrzaci            | sat în comuna Mîrzești        |
| Mîrzești           | centru de comună              |
| Morovaia           | sat în comuna Trebujeni       |
| Morozeni           | centru de comună              |
| Neculăieuca        | sat (comună)                  |
| Noroceni           | sat în comuna Ghetlova        |
| Ocnița-Răzeși      | sat în comuna Cucuruzeni      |
| Ocnița-Țărani      | sat în comuna Zorile          |
| Orhei              | municipiu, reședință de raion |
| Pelivan            | centru de comună              |
| Peresecina         | sat (comună)                  |
| Piatra             | centru de comună              |
| Pocșești           | sat în comuna Donici          |
| Podgoreni          | sat (comună)                  |
| Pohorniceni        | sat (comună)                  |
| Pohrebeni          | centru de comună              |
| Puțintei           | centru de comună              |
| Sămănanca          | sat (comună)                  |
| Seliște            | centru de comună              |
| Sirota             | sat în comuna Crihana         |
| Slobozia-Hodorogea | sat în comuna Biești          |
| Step-Soci          | centru de comună              |
| Susleni            | sat (comună)                  |
| Șercani            | sat în comuna Pohrebeni       |
| Tabăra             | sat în comuna Vatici          |
| Teleșeu            | sat (comună)                  |
| Tîrzieni           | sat în comuna Mălăiești       |
| Trebujeni          | centru de comună              |
| Vatici             | centru de comună              |
| Vîprova            | sat în comuna Puțintei        |
| Vîșcăuți           | sat (comună)                  |
| Voroteț            | sat în comuna Chiperceni      |
| Zahoreni           | sat (comună)                  |
| Zorile             | centru de comună              |